# Saison 2013-2014 de l'AB Chartres
La saison 2013-2014 de l'Avenir Basket Chartres est la première du club en Ligue féminine 2, second échelon du basket-ball féminin français.

## Avant-saison
Les filles de l'AB Chartres reprenne l'entrainement le mardi 20 août 2013 à la halle Jean-Cochet de Chartres et d'ores et déjà, l'une d'entre elles est blessée. La recrue américano-sénégalaise Marie Rosché, victime d'une entorse de la cheville dix jours avant la reprise, est encore un peu juste pour courir. Elle assiste à la reprise de ses coéquipières du banc.
La vraie reprise n'interviendra que le lendemain. Les basketteuses partent pour un stage de quatre jours à Argenton-sur-Creuse (Berry). « Le but de ce stage est d'apprendre aux filles à se connaître » explique l'entraineur Alain Boureaud, car six nouvelles joueuses intègrent l'équipe : en plus de Marie Rosché, la meneuse Lindsay Gonzalez, l'intérieure Morgiane Eustache, les ailières Magali Mendy, Mathilde Letoret et Assetou Diarra rejoignent les rangs chartrains. Alain Boureaud emmène aussi en stage deux jeunes : Marine Boureaud, sa fille, et Ornella Luzitisa. « Le deuxième but de ce stage c'est le foncier, on va beaucoup courir. J'ai misé sur la jeunesse et des filles athlétiques, donc on va développer le jeu rapide. » Un stage ponctué d'un premier match de préparation face à la N2 de Bourges pour une reprise en douceur, un mois et demi avant la 1re journée du championnat à Dunkerque . 
La semaine suivante, les joueuses se retrouvent à Chartres et s'entraînent deux fois par jour malgré les emplois de plusieurs joueuses.
En septembre, avec le concours du comité départemental, l'ABC tour d'Eure-et-Loir basket féminin est mis sur pied. L'équipe se déplace le vendredi dans les principales villes du département, intervient dans les collèges et s'entraîne dans la ville en question, dans le but d'inciter les jeunes filles à pratiquer le basket.
Noémie Lemaire est nommée capitaine par l'entraineur Alain Bourreaud.
| Activités           | Dates        | Adversaire                        | Lieu             | Score  | Rapport |
| ------------------- | ------------ | --------------------------------- | ---------------- | ------ | ------- |
| Match amical        | 24 août      | Bourges (N2)                      | Argenton         | 79-39  |         |
| Match amical        | 28 août      | Équipe nationale du Mali          | Eaubonne         |        |         |
| Match amical        | 3 septembre  | Franconville (N1)                 | Chartres         | 71-58  | Rapport |
| ABC tour            | 7 septembre  | Versailles (N1)                   | Saint-Sulpice    |        |         |
| Match amical        | 10 septembre | Sannois-Saint-Gratien (N1)        | Sannois          | 40-79  | Rapport |
| ABC tour            | 14 septembre | Aulnoye (N1)                      | Amiens           |        |         |
| ABC tour            | 21 septembre | Crack Blue Cats Lepers (D1 belge) | Nogent-le-Rotrou | 103-52 | Rapport |
| Tournois de Limoges | 28 septembre | Limoges ABC (LF2)                 | Limoges          | 84-53  | Rapport |
| Tournois de Limoges | 29 septembre | Pau (LF2)                         | Limoges          |        |         |

### Transferts
Transferts de l'AB Chartres durant l'été 2013
,,, :
| Nom                  | Poste      | Taille | Provenance/Destination |
| -------------------- | ---------- | ------ | ---------------------- |
| Arrivées             |            |        |                        |
| Marie Rosché         | Intérieur  | 1,90 m | Keltern (D2 allemande) |
| Magali Mendy         | Arrière    | 1,75 m | sans club              |
| Mathilde Letoret     | Ailière    | 1,80 m | Chalon-sur-Saône (N3)  |
| Lindsay Gonzalez     | Meneuse    | 1,80 m | La Tronche-Meylan (N1) |
| Morgiane Eustache    | Intérieure | 1,97 m | Saint-Étienne (N1)     |
| Départs              |            |        |                        |
| Alexia Ros           | Meneuse    | 1,67 m | Istres (N1)            |
| Stéphanie Courteaux  | Intérieure | 1,80 m | arrêt                  |
| Céline Boubala-Yembi | Ailière    | 1,79 m |                        |
| Philomène Nké        | Ailière    | 1,80 m |                        |
| Inga Kvasnika        | Intérieure | 2,00 m | Nord (N3)              |

## Effectif
Pour les joueuses marquées nées les 1er janvier, seules les années de naissance sont correctes.

## Compétitions

### Coupe de France
Quelques jours avant de commencer sa première saison en Ligue féminine 2, l'AB Chartres est éliminé en 16e de finale de coupe de France à Graffenstaden, futur adversaire de LF2,.

### Championnat

#### Journée 1 à 7: débuts encourageants
Les chartraines commencent le championnat affaiblies et s'attendent à un premier match compliqué à Dunkerque, mais elles l'emportent de 7 points (57-64) pour leur premier match en 2e division. L'ABC enchaine avec une 2e victoire de rang contre Léon Trégor pour le 1er match à domicile.
Après une 3e journée où les chartraines sont exemptes et perdent deux places sans jouer, les bleues et blanches affrontent un candidat à la montée avec l'Élan béarnais. Pour la première fois cette saison, l'AB Chartres accueille une équipe expérimentée qui joue les premiers rôles et n'a guère changé son effectif cet été. Elle possède donc déjà ses automatismes. En match de préparation, dans la finale du tournoi de Limoges, les béarnaises ont battu les chartraines 52-45. Malheureusement, après un premier quart-temps raté et un retard de 14 points, les euréliennes n'arrivent pas à refaire leur retard et subissent leur premier revers de la saison.
S'ensuivent une victoire contre Charnay puis une défaite à Calais avant un large succès (88-48) contre le Centre fédéral. L'ABC possède alors la 3e meilleur attaque du championnat malgré leur 7e place au général.

#### Journée 8 à 13: fin d'année difficiles
Les chartraines entament logiquement la 8e journée dans la position de favoris contre Le Havre mais un manque d'efficacité ajouté à la réussite adverse vaut une lourde défaite aux joueuses et un retour à cette 8e place laissée une semaine avant. Strasbourg se dresse alors sur la route des chartraines avec la 2e meilleure attaque (prise au française) et sur une série de quatre victoires mais une seule victoire à l'extérieur. Et les euréliennes ne font pas évoluer cette statistique. Laisser Graffenstaden à 56 points marqué est une sacrée performance, la victoire est belle (64-56), c'est la cinquième de l'AB Chartres 9 journées. Le match à Limoges ABC laisse entrevoir une occasion attendue par l'entraineur Alain Boureaud de prendre des points à l'extérieur. Mais dépassées par l'agressivité et la détermination de Limoges, en échec aux tirs, les joueuses se font marcher dessus et connaissent leur plus lourde défaite (75-57). La série des défaites à l'extérieur continue. Suivie même d'une dernière à domicile pour l'année 2013 avec la réception de Reims. Alors qu’elles semblaient tenir leur match, les Chartraines ont très mal géré la dernière minute. Conséquence : elles s'inclinent d’un petit point face à une équipe accrocheuse. Les joueuses finissent l'année à la 8e place sur une série de 3 défaites en 4 matchs.
Pour la reprise du championnat en 2014, les Chartraines se déplacent sans pression à La Roche-sur-Yon chez le 3e du championnat. À défaut de viser une victoire, elles comptent y préparer les deux matches suivant. Avec un effectif au complet, la mission semble déjà extrêmement délicate, mais avec l'absence de dernière minute de Magali Mendy, la meilleure Chartraine à l'évaluation cette saison, la mission devient impossible. Comme c’est prévisible, les filles d’Alain Boureaud souffrent sur le parquet d'une des meilleures formations de la poule. Malgré une bonne première période, elles s'inclinent de vingt-trois points (81-58). Les filles de l’AB Chartres remplissent ensuite leur mission à la halle Jean-Cochet en venant à bout d’une coriace équipe d’Aix, pour une sixième victoire.

#### Journée 14 à 17: février dans le rouge
Les chartraines abordent la seconde moitié du championnat avec l’intention d’écarter un adversaire pour le maintien lors de la réception de Dunkerque, battu 64-57 à l'aller. Alain Boureaud aborde donc ce match avec prudence. D'autant plus qu'il est privé - encore pour deux mois - de son ailière Swanne Gauthier (déchirure à la cuisse). Pour la remplacer, la jeune intérieure drouaise Assétou Diarra, restée sur le banc lors du dernier match, est de nouveau convoquée. Mais d’une grande maladresse, les Chartraines laissent échapper leur match. L'AB Chartres entame bien son match (23-13 à l'issue du premier quart-temps), mais la maladresse, surtout à 3 points (1 sur 18) coûte cher aux filles d'Alain Boureaud. Les Chartraines s'inclinent (54-59) face à une équipe pourtant à leur portée. Les filles de l'ABC concèdent leur troisième défaite à domicile et la septième de la saison.
L'AB Chartres enregistre sa huitième défaite lors de la deuxième journée de la phase retour à Léon Trégor (69-60). Après avoir mené 18 à 11 à l'issue du premier quart-temps, les chartraines sont à nouveau victime d'un problème d'adresse, à 3 points mais aussi à 2 points et perdent 2 place au classement (9e).
Les filles de l’AB Chartres n'obtiennent qu’un succès sur les six derniers matches. Il est donc important de renouer avec la victoire contre le relégué et repêché Perpignan, un adversaire qui n'a intégré le championnat qu'en décembre. La formation entraînée par François Gomez, 3e la saison précédente en Ligue Féminine, est rétrogradée pour raisons financières et ne doit même pas repartir en Ligue 2. Mais, après une bataille juridique, le club obtient gain de cause avant d'être boycotté par les autres équipes du championnat en début de saison. Mais l'équipe est diminuée, aux blessures de Swanne Gauthier (déchirure à la cuisse) et de Rosalie-Marie Ciss (élongation à la cuisse) s'ajoutent la méforme de la shooteuse Mathilde Letoret (gastro) et celle de la jeune meneuse Marine Boureaud (adducteurs). Et ce sera difficile face à Perpignan qui a accumulé les matches en janvier (six rencontres) et affiche un bilan global de cinq victoires pour trois défaites. 
Marie Rosché et les Chartraines sont agressives mais cela ne suffi pas. La jeunesse eurélienne ne pèse pas lourd face à l’expérience de Perpignan. Les filles coachées par Alain Boureaud n’ont pas à rougir de leur prestation : défaite 75-68.
Une semaine après leur avoir offert une belle résistance (68-75), les filles de l’AB Chartres sont maîtrisées (74-61) par les Perpignanaises, dans les Pyrénées-Orientales. C'est un Perpignan mode diesel qui s'invite sur le parquet face à l'AB : pertes de balle, imprécision dans les tirs, mauvaises transmissions… Du coup, Chartres exhibe de jolies couleurs aux joues (0-5, 3e). Heureusement pour les Catalanes, Constant est autoritaire au rebond offensif et Lo décoche deux missiles à trois points (11-7, 7e). Datchy et Oku, sorties du banc, prennent le relais à la marque. Les Catalanes prenant alors le large (25-11, 10e). Les Euréliennes, elles, paraissent asphyxiées (27 % de réussite seulement). Dès l'entame du deuxième quart-temps, Alain Boureaud semble résigné, vissé sur sa chaise, la tête dans les mains. Dans le sillage d'Oku, avec ses trois tirs primés en cinq minutes, Perpignan n'aperçoit même plus ses rivales dans le rétroviseur (36-14, 14e). Malgré quelques idées pâles au cœur du deuxième quart-temps et un 9-0 encaissé, Lo (14 points en première période) empoigne le clairon et sonne la révolte (45-25, 20e). Comme dans le premier acte, les Perpignanaises hoquettent et encaissent un 7-16 à la reprise. La mécanique est grippée, pour preuve le troisième quart-temps revient logiquement aux Chartraines (16-22, 61-47, 30e). D'un confortable matelas à l'entame de la dernière ligne droite, les Roussillonnaises s'évertuent de gérer leurs économies. Suffisant pour écarter l'AB une deuxième fois en une semaine.
Pour une des rares fois cette saison, Alain Boureaud, le coach chartrain, peut compter sur l'intégralité de son effectif, même si certaines reprennent la compétition après des blessures. Ce n'était pas le cas des Béarnaises qui s'imposent tout de même à domicile (73-62), les euréliennes ayant même compter plus de 20 points de retard au terme du 3e quart-temps (61-40). Les filles de l'AB Chartres concèdent ainsi leur 5e défaite consécutive et sont maintenant relégables.

#### Journée 18 à 22: lutte pour le maintien
Au pied du mur chez un concurrent direct, Charnay, les Chartraines remportent le match qu’elles n’ont pas le droit de perdre si les joueuses d’Alain Boureaud veulent continuer à croire au maintien (64-71).
Après cinq défaites consécutives concédées face à de grosses cylindrées du championnat, l’AB Chartres s’est rassuré en renouant avec la victoire.
Alors que le sprint final pour le maintien en LF2 s’annonce indécis, Chartres laisse ensuite passer l’occasion de prendre deux points inattendus face au leader calaisien (54-58). Le scénario du match est de nature à laisser des regrets car l'ABC joue les yeux dans les yeux avec la formation nordiste. Les partenaires de Swanne Gauthier, qui provoque énormément, comptent neuf points d'avance en seconde période (42-33), mène jusqu'à trois minutes de la fin, mais sans parvenir à conclure. « On n'a pas été loin de battre le leader. Mais il y avait plus de maturité en face, analyse alors Alain Boureaud. À l'intérieur, elles nous ont fait très mal. Nous, on n'a pas réussi à mettre la balle dedans, et c'est dommage parce que Marie Rosché a fait un très grand match. Seulement, on ne l'a pas suffisamment servie… ».
Après avoir accueilli et fait trembler le leader Calais dans une chaude ambiance, l’AB Chartres se rend à Paris, dans l’univers intime du Centre fédéral, le dernier de la classe. Dans le gymnase de l'INSEP, où évolue le Centre, l'AB Chartres compte bien glaner sa 3e victoire à l'extérieur, après Dunkerque (57-64) lors de la journée inaugurale et Charnay-lès-Mâcon (64-71). À l'aller, les coéquipières de Noémie Lemaire se sont imposées, sans coup férir, 88 à 48. « On espère que ce match retour se déroulera comme celui de l'aller. Il faudra montrer la même abnégation. Il est interdit de perdre à l'INSEP sous peine de nous mettre en grand danger », confie l'entraîneur Alain Boureaud qui a placé l'objectif à quatre victoires sur les sept derniers matches. Face au dernier de la classe, une seule formation s'est pris les pieds dans le tapis. « Il faut se méfier du Centre Fédéral notamment en seconde partie de saison. Elles sont de mieux en mieux, leurs derniers résultats sont plus cohérents, elles progressent … », explique encore Boureaud.
Dominé de bout en bout par les jeunes du Centre fédéral (61-59), l'ABC montre un visage bien pâle. La défaite face à la lanterne rouge confirme les difficultés actuelles la formation chartraine. Avec un bilan guère reluisant depuis le début de la phase retour - une victoire en six rencontres - l'AB Chartres se déplaçait à l'INSEP à la recherche de certitudes. Face à la lanterne rouge, l'occasion était belle pour emmagasiner de la confiance, sauf qu'une entrée en matière manquée dans les grandes largeurs et un match d'une grande maladresse laisse les Chartraines sur le carreau. Maladroites en attaques et surtout d'une faiblesse criante dans la raquette, les Chartraines se laissent complètement déborder (15-4, 5e; 20-9, 8e). L'entrée de Rosalie-Marie Ciss donne une nouvelle impulsion aux visiteuses (29-22, 13e), puis un trois points de Mendy leur permet de combler une partie de son débours (29-25, 15e). Sauf que les jeunes pousses du Centre Fédéral continuent à sonner la charge (38-25, 17e). Si par quelques fulgurances signées du duo Bacconnier - Mendy l'écart se réduit, à la pause et contre toute attente, Chartres est loin du niveau attendu (42-34, 20e). La pause n'altère pas la dynamique locale, puisque le CFBB continue à mener la vie dure à des Euréliennes au jeu désordonné. Si bien que l'écart plafonne toujours à une dizaine de longueurs (48-38, 24e). L'ABC affiche un visage bien pâle (50-42, 38e). Retrouvant de l'agressivité et une certaine aisance sous les paniers, Chartres renverse la vapeur au gré d'un 11-0 salvateur (52-43; 52-54, 34e). Pour la 1re fois de la rencontre, les coéquipières de Noémie Lemaire prennent l'avantage, mais le Centre Fédéral ne tarde pas à réagir (60-55, 37e). Dans un final au suspense insoutenable, Chartres rate un lancer-franc d'égalisation par Rosché à 35 secondes du terme (60-59), puis le panier de l'avantage par Mendy, laissant les locaux exulter au coup de sifflet final. Après cette désillusion de grande envergure, la crise bat son plein dans le club chartrain.
Après l'annonce des dirigeants que le contrat d'Alain Boureaud ne sera pas renouvelé 
l'AB Chartres réussi une belle opération car les filles s'imposent 61 à 44 dans leur salle contre Le Havre, adversaire direct, et bénéficient d'un goal-average particulier favorable (défaite 61-49 à l'aller). Les Chartraines mènent la partie de bout en bout. La guerrière Rosalie-Marie Ciss, nommée capitaine jusqu'à la fin de la saison, tient bien son rôle, surtout en défense avec 17 rebonds. C'est dans le deuxième quart-temps que l'écart se creuse en faveur des locales et le réveil de Magali Mendy qui termine encore une fois meilleure marqueuse chartraine (16 points). De retour des vestiaires, l'AB joue à se faire peur, encaissant un 13-0 (34-32, 26e) mais les euréliennes réagissent par un 9-0. À l'entame du dernier quart-temps, à 52-44, les filles de l'AB Chartres ne pensent plus seulement à la victoire, mais au goal-average. Elles accélèrent en fin de match, laissant leur adversaire muet. Un 9-0 met Le Havre KO.
Chartres s'incline ensuite d'un point (68-67) à Strasbourg.

#### Journée 23 à 26: maintient acquis
Dans la lutte pour le maintien, l’AB Chartres, alors 11e, n’a pas d’autre choix que de gagner à domicile face à Limoges.
Les joueuses obtiennent un succès précieux face au LABC, 70 à 48.
Le match est un vrai combat. Et ce sont les Chartraines qui le remporte, une victoire qui leur permet de respirer à trois journées de la fin.
Il leur faut encore au moins une victoire pour assurer le maintien. Et ça s'annonce difficile à Reims, une équipe qui n'a perdu qu'un seul des cinq derniers matches. « Il faut gagner le plus vite possible. Si on a l'opportunité de s'imposer, on va sauter dessus. » Le coach Alain Boureaud espère que Reims, qui n'a plus rien à espérer de ce championnat, sera moins motivé que son groupe.
Le challenge n'est pas gagné d'avance mais à deux journées de la fin du championnat les Chartraines valident leur maintien en L2F. La victoire à Reims (58-65), associée à la défaite de Dunkerque, suffit au bonheur du clan formé autour d'Alain Boureaud. Bien que non conservé par ses dirigeants, le coach chartrain a "fait le boulot" jusqu'au bout. Pourtant bien mal engagées dans le début de la deuxième période (29-16, 12e), les Chartraines ont eu le mérite de ne rien lâcher. « Cela a été une de nos caractéristiques de la saison de toujours y croire. Là, ça a fonctionné et les filles le méritent vraiment », savourait coach Boureaud à l'issue de la rencontre. Sur le fil du match, les Rémoises prennent un bien meilleur départ avec une fin de période initiale tonitruante (26-14). Le redressement des Chartraines survient dans le 2e quart-temps grâce notamment à Mendy, meilleure joueuse de la rencontre. Malgré ses trois fautes, la tigresse de l'ABC, grappille les points pour adoucir la note à la pause (36-28). « Je n'avais jamais mis 31 points dans ma carrière, je suis trop contente car ce match était vital pour nous ». Dans le sillage de sa numéro 10, Chartres oblige Reims à forcer ses tirs et Mendy, sur une interception, égalisait à 42 partout (28e). Les Champenoises ont bien une petite réaction (49-45, 29e) mais Mendy, cette fois à longue distance, permettait à ses coéquipières d'aborder l'ultime période en confiance (49-48). Le dernier acte de cette soirée était entièrement chartrain. La sortie de Rosalie-Marie Ciss, pour sa cinquième faute, ne trouble pas la marche en avant des visiteuses. Reims, non seulement, ne trouve plus le chemin du cercle mais est surtout aux abonnés absents au rebond défensif (58-65).
Il ne reste plus que deux matches à disputer et les filles de l’AB Chartres sont assurés du maintien. Malgré tout, leur coach Alain Boureaud souhaite encore deux victoires. Mais Roche Vendée remporte un précieux succès sur le parquet de Chartres (60-75).
Pour un dernier match, sans enjeu, l'AB Chartres passe tout près du succès à Aix, seulement battu d'un point (65-64) après prolongation.